# Südafrikanische Badmintonmeisterschaft 1973
Die Südafrikanische Badmintonmeisterschaft 1973 fand vom 10. bis zum 15. September 1973 in Port Elizabeth statt. Es war die 23. Austragung der nationalen Titelkämpfe im Badminton in Südafrika.

## Sieger und Platzierte
| Disziplin    | Gold                                | Silber                         | Bronze                              |
| ------------ | ----------------------------------- | ------------------------------ | ----------------------------------- |
| Herreneinzel | William Kerr                        | Alan Parsons                   | Rennie du Toit                      |
| Herreneinzel | William Kerr                        | Alan Parsons                   | Kenneth Parsons                     |
| Dameneinzel  | Deirdre Tyghe                       | Wilma Prade                    | Marianne van der Walt               |
| Dameneinzel  | Deirdre Tyghe                       | Wilma Prade                    | Barbara Lord                        |
| Herrendoppel | Alan Parsons William Kerr           | Kenneth Parsons Rennie du Toit | Johan Croukamp G. Phelps            |
| Herrendoppel | Alan Parsons William Kerr           | Kenneth Parsons Rennie du Toit | Gordon McMillan John Abrahams       |
| Damendoppel  | Deirdre Tyghe Marianne van der Walt | J. Audibert Gussie Botes       | Barbara Lord I. Owen                |
| Damendoppel  | Deirdre Tyghe Marianne van der Walt | J. Audibert Gussie Botes       | K. Hide Wilma Prade                 |
| Mixed        | William Kerr Deirdre Tyghe          | Kenneth Parsons Ann Parsons    | William Lightbody Mrs. W. Lightbody |
| Mixed        | William Kerr Deirdre Tyghe          | Kenneth Parsons Ann Parsons    | Alan Parsons Wilma Prade            |